# 野毛香遗址
野毛香遗址，位于中国青海省贵德县河东乡查达村，为青海省市县级文物保护单位，公布日期为1986年10月31日，类型为古遗址。
野毛香遗址的历史年代为青铜时代。